# Mary Jane (canção de Rick James)
Mary Jane é uma música composta por Jacqueline Ertel, Rick James e Terry Slater e gravada no álbum de estréia de Rick James, Come Get It!, de 1978.
Essa canção pode ser considerada uma homenagem ou apologia à Maconha, tendo em vista que um dos nomes dados pela droga nos Estados Unidos é Mary Jane. Neste sentido, Mary Jane seria uma adaptação para a língua inglesa dos termos Marihuana, Marijuana ou Maria Joana. 
Um trecho da música deixa claro o amor que Rick James sente por Mary Jane: "Estou amando Mary Jane / Ela é uma coisa. / Com ela, me sinto bem. / Ela faz o meu coração cantar." (No original: I'm in love with Mary Jane / She's my main thing. / She makes me feel alright. / She makes my heart sing.)
A canção fez parte da trilha sonora do filme Friday, de 1995, que conta a história de uma comunidade negra norte americana.  e em português foi lançado com o nome de "Sexta-feira em apuros" 
Desde seu lançamento, no final dos anos 1970, até o ano 2014 a música Mary Jane foi sampleada em pelo menos 60 outras músicas